# Lithurgus echinocacti
Lithurgus echinocacti là một loài Hymenoptera trong họ Megachilidae. Loài này được Cockerell mô tả khoa học năm 1898.